# Nehemia
Nehemia, auch Nehemia ben Hachalja (hebräisch נְחֶמְיָה בֶּן־חֲכַלְיָה nəḥæmjâ bæn-ḥᵃḵaljâ), ist im Tanach ein persischer Wiederaufbaukommissar und späterer Statthalter der persischen Provinz Jehud. In modernen Bibelausgaben ist ein Buch nach ihm benannt, das ursprünglich ein Teil des Esra-Nehemia-Buches darstellte.

## Name
Beim Namen Nehemia, hebräisch נְחֶמְיָה nəḥæmjâ, handelt es sich um einen Ersatznamen, der sich aus der Wurzel נחם nḥm im Pi'el „trösten“ und dem Gottesnamen יהוה jhwh zusammensetzt und „getröstet hat der Herr“ bedeutet. Inschriftlich ist der Name auch in den Formen נחמיהו nḥmjhw נחמיו nḥmjw bezeugt. Wo נְחֶמְיָה nəḥæmjâ in biblischen Texten andere Namensträger als den Protagonisten des Nehemiabuches bezeichnet, wird der Name mit Nehemja wiedergegeben.
Die Septuaginta und Josephus geben den Namen als Νεεμια[ς] Neëmia[s] wieder, die Vulgata schreibt Neemias.

## Biblischer Bericht
Nehemia stammt von den ins babylonische Exil verschleppten Judäern ab, die nicht nach Israel heimgekehrt waren. Er war am persischen Hof bis zum Mundschenk des Großkönigs aufgestiegen und nutzte dieses Amt, um für den Wiederaufbau der Jerusalemer Stadtmauer zu sorgen. Artaxerxers I. stattete ihn dafür mit einem Empfehlungsschreiben für die Provinzgouverneure und militärischem Begleitschutz aus. Im Jahr 445 v. Chr. traf Nehemia in Jerusalem ein. Das Fehlen der Erwähnung eines Provinzgouverneurs im Zusammenhang des Tempelbaus und der Empfehlungsschreiben lässt darauf schließen, dass die Provinz keinen eigenen Gouverneur hatte. Nach archäologischen, epigraphischen und numismatischen Befunden bildeten Jehud und Jerusalem vermutlich eine eigene Verwaltungseinheit innerhalb der von den Babyloniern gestalteten Grenzen. Ob es sich um eine eigene Provinz handelte oder ob sie in Abhängigkeit gegenüber Samaria stand, ist umstritten. Möglicherweise sorgte Nehemia für eine Unabhängigkeit Jehuds von Samaria. Hinweise dafür geben das Wiederaufflammen der Konflikte zwischen Samaria und Jerusalem beim Bau der Stadtmauer (vgl. Wiederaufbau des Tempels) und der Umstand, dass Nehemia der erste פֶּחָה בְּאֶרֶץ יְהוּדָה pæḥâ bəʾæræṣ jəhūdâ „Provinzsstatthalter des Landes Juda“ ist (Neh 5,14 ). Das ihm zustehende Gehalt lehnte er ab (Neh 5,15 ). Ab ca. 408 v. Chr. ist dieses Amt auch in Texten von Elephantine belegt, ab der Mitte des 5. Jh.s v. Chr. findet sich die Provinzbezeichnung Jehud auf Krughenkelaufschriften und Siegelabdrücken, später auch Münzen.
Nehemias Hauptaufgabe bestand zunächst im Aufbau der Stadtmauer. Nach biblischer Darstellung ging er dabei diplomatisch geschickt und zielstrebig vor, sodass die Mauer nach nur 52 Tagen fertiggestellt war. Anschließend siedelte er 10 % der Bewohner Jehuds in der Stadt an. Damit überstieg er seine Kompetenzen als Wiederaufbaukommisar und handelte vermutlich bereits als Provinzgouverneur. Da es bis heute keine archäologischen Hinweise für den nehemianischen Mauerbau gibt, ist von einem geringen Ausbau auszugehen. Es handelte sich vermutlich um ein erheblich kleineres Areal als das Gebiet, das die von den Babyloniern zerstörte Stadtmauer eingefasst hatte.
Darüber hinaus setzte Nehemia mehrere Reformen durch, die u. a. die starken sozialen Gegensätze mindern und für striktere Ordnung in der Religionsausübung sorgen sollten.

## Rezeption

### Jüdische Rezeption
Der große Geschichtsrückblick von Jesus Sirach aus dem ersten Viertel des 2. Jh.s v. Chr. nimmt Bezug auf das Handeln Nehemias, lässt Esra jedoch unerwähnt: „Auch von Nehemia betrifft die Erinnerung vieles: Er war es, der unsere zusammengestürzten Mauern aufgerichtet, der Tore und Riegel eingesetzt und unsere Gebäude wieder aufgebaut hat.“ (Sir 49,13 , Lutherbibel: „Und Nehemia bleibe lange in Erinnerung [...]“)
Im 3. Buch Esra wird Nehemia nicht nennenswert erwähnt. Als Laie ohne signifikante genealogische Abstammung, der mit keinem liturgischen Fest ausdrücklich verbunden ist, passt er nicht ins Konzept des Buches. Dagegen wird er in 2 Makk 1,10–2,18  (ca. 124 v. Chr.) legendarisch genannt. Die Darstellung von Errichtung und Einweihung des zweiten Tempels ist einmalig: Obwohl er nicht als Priester agiert, spielt Nehemia eine entscheidende Rolle bei der Wiederaufnahme des Opferkults und der Wiedereinweihung des Tempels. Der Aufbau der Stadtmauer bleibt unerwähnt. 2 Makk 2,13  erwähnt Nehemiaschriften, die nicht mit dem Esra-Nehemia-Buch oder den darin enthaltenen Quellen bzw. Vorstufen übereinstimmen. Es existieren Theorien über eigene, nicht mehr erhaltene Quellen oder ein Nicht-Vorliegen des Esra-Nehemia-Buches, was beim Autor zu einer Vermischung der Protagonisten führte. Es gilt als unwahrscheinlich, dass in 2 Makk 1,10–2,18 historisch verwertbares Material über Nehemia vorliegt. Vielmehr handelt es sich um legendarisches Material. Die Intention des Textes ist, eine ungebrochene Kontinuität zwischen dem ersten und zweiten Tempel darzustellen und den zweiten Tempel so als einzig legitimes jüdisches Heiligtum zu beschreiben. Möglicherweise soll auch eine Parallelisierung zwischen Nehemia und Judas Makkabäus hergestellt werden, bei der die religiöse Integrität und Frömmigkeit Nehemias auf den durch militärische Erfolge bekannten Judas abfärben.

„Nicht der Zadokide Esra, sondern der priesterlich handelnde Statthalter Nehemia gibt das Vorbild für eine politisch selbständige Nation unter den hasmonäischen Priesterkönigen ab.“

Die rabbinische Tradition identifiziert Nehemia mit Serubbabel.

### Christliche Rezeption
Nehemia taucht erst im Mittelalter in der christlichen Ikonographie auf, bspw. in den Mosaiken des Baptisteriums von Florenz (14. Jh.) und Buchillustrationen (ab dem 13. Jh.). Besonders häufig werden dabei die Bitte um Entsendung nach Jerusalem, der Bericht Hananis vom Unglück der Jerusalemer Juden sowie Bau und Verteidigung der Stadtmauer dargestellt.